# Всё, что дозволено небесами
«Всё, что дозволено небесами» (англ. All That Heaven Allows) — американская мелодрама 1955 года, режиссёра Дугласа Сирка, с Джейн Уайман и Роком Хадсоном в главных ролях. Фильм основан на произведении Эдны Л. Ли и Гарри Ли и рассказывает о любви обеспеченной вдовы и молодого садовника.
Эталон мелодраматической эстетики Сирка, породивший немало пародий и подражаний, в 1995 году был выбран для сохранения в Национальном реестре фильмов.

## Сюжет
Жизнь состоятельной вдовы Кэри Скотт не слишком изобилует событиями. Дети покинули родительское гнездо и приезжают только по выходным, да лишь подруге Саре иногда удаётся вытащить Кэри на вечеринку лучших людей города.
Несмотря на возраст, Кэри всё ещё пользуется вниманием мужчин. Местный волокита Говард не прочь закрутить с ней интрижку, а единственный солидный холостяк Харви предлагает ей свою руку. Но Кэри, похоже, больше нравится приходящий садовник Рон. Он, впрочем, не слишком любезен и вскоре бросает работу садовника, чтобы заняться выращиванием елей. Когда Рон приезжает в последний раз к Кэри, он предлагает ей съездить посмотреть его питомник. Она соглашается. При осмотре владений Рона она просит его разрешения зайти в заброшенную мельницу, где они в первый раз целуются. Кэри замечает, что из мельницы мог бы выйти отличный дом.
Рон везёт Кэри к своим друзьям. Глава семьи, Мики, раньше преуспевал в бизнесе, но бросил дело и поселился в глуши, где свято чтит заветы Торо. Вечером в доме собираются многочисленные гости, которые весело поют и танцуют.
Наступает зима. Кэри снова приезжает к Рону и видит, что он отремонтировал мельницу и сделал там чудесное жилище. Рон просит руки Кэри. После долгих сомнений Кэри пытается убедить себя, что всё у них получится. Местная сплетница видит Кэри с Роном, об их отношениях узнаёт весь город. Лучшая подруга уговаривает Кэри одуматься. Кэри сообщает детям, что собирается выйти замуж и хочет познакомить их с Роном. Сын против, дочь тоже не в восторге. Встреча не меняет мнение детей о Роне. Кэри пытается ввести возлюбленного в местное общество, но в клубе его не принимают. Доведённая до отчаяния, Кэри решает порвать с Роном.
Разрыв не приносит ей счастья. Общество соседей ей не интересно, а дети уже выросли и у них своя жизнь. Чтобы сделать её счастливой, они дарят ей телевизор. Не желая проводить вечера в одиночестве перед «голубым экраном», Кэри хочет вернуться к Рону. Когда она приезжает к нему на мельницу, Рон на охоте. Она садится в машину и уезжает. На пути домой Рон бросается, чтобы её остановить, и срывается с обрыва. Кэри приезжает на мельницу к прикованному к постели Рону и становится его сиделкой. Когда он приходит в себя, она говорит ему, что теперь она вернулась домой.

## В ролях
| Актёр          | Роль           |
| -------------- | -------------- |
| Джейн Уайман   | Кэри Скотт     |
| Рок Хадсон     | Рон Кирби      |
| Агнес Мурхед   | Сара Уоррен    |
| Конрад Найджел | Харви          |
| Вирджиния Грей | Алида Андерсон |
| Глория Толботт | Кэй Скотт      |
| Ли Сноуден     | Джо-Энн Грисби |
| Чарльз Дрейк   | Мик Андерсон   |
| Мерри Андерс   | Мэри Энн       |

## Социальный подтекст
Благодаря политизированности кинокритики начала 1970-х, фильмы Сирка привлекли к себе особое внимание. Бежавший из нацистской Германии, будучи уже известным театральным и кинорежиссёром, Дуглас Сирк придерживался левых убеждений и был поклонником эстетики Брехта. Но работа на голливудские компании вынуждала придерживаться студийных стандартов и потакать вкусам публики, поэтому Сирк свои взгляды и идеи проводил через внешние формы (цвет, декор, свет и так далее).
Главное ограничение, навязанное Сирку при съёмках фильма, — обязательный счастливый конец. Вероятно, из-за этого требования конец фильма получился довольно неуклюжим. Но, с другой стороны, материал позволил Сирку развернуть масштабную и откровенную критику американского среднего класса, где классовое притеснение — основополагающий принцип. Уаймен отвергнута своим кругом за романтические отношения с Хадсоном, который мало того что молод, но ещё и занимается садоводством, то есть трудящийся. В начале фильма вполне ясно показано, чего ждёт от неё общество: посвящение оставшихся лет памяти её мужа и заботе о своих уже взрослых детях; если она вновь выйдет замуж, то исключительно с целью товарищества. При этом её круг вполне снисходительно относится к её возможному тайному роману с женатым мужчиной и с радостью празднует помолвку немолодого мужчины с гораздо более молодой женщиной. Сирк использует эти эпизоды для показа лицемерия, эмоционального банкротства и порочности буржуазии, когда дело касается поддержания их социального элитизма:

Язвительный разнос наиболее священных аспектов американской мечты. Богатство порождает снобизм и нетерпимость, семейная сплочённость — ксенофобию и почитание мертвецов, а материальное преуспеяние приводит к забвению естественных чувств. Под очаровательной картинкой (экспрессионистские всплески красок, отражения и mise en abyme) кроется гнилая сердцевина: ужасающее отчаяние жизней, посвящённых тому только, чтобы блюсти респектабельность и благоприличие.— Киносправочник Time Out
И если с критикой дела у Сирка обстоят хорошо, то с альтернативой сложившемуся положению не так всё гладко. Голливудские идеологические стандарты и диктат жанра налагают свои ограничения. Хадсон, живущий в гармонии с природой, самодостаточный, отвергающий социальные условности, предлагающий Уаймен отказ от общества, представляет собой предтечу контркультурным движениям 1960-х, но, в отличие от них, без политической платформы и потому не предлагающий реального решения. Сирк в рамках наложенных на него ограничений находит решение, обозначенное в виде отсылок к Торо, но самого Сирка такое решение навряд ли устраивает, что он обозначает хрупкость, символизируя отношения Хадсона с Уаймен: например, веджвудский чайник, склеенный Хадсоном и случайно разбитый Уаймен, и сам Хадсон, пострадавший в результате аварии в концовке фильма. Символична и сама концовка, где зритель видит оленя, ранее связанного с Хадсоном, за окном, отделяющим Хадсона и Уаймен от природы. И при том, что конец однозначно счастливый, остаётся некоторая двусмысленность и тревога за дальнейшую судьбу героев.

## Оммажи (вольные ремейки)
- Страх съедает душу (режиссёр Р. В. Фассбиндер)
- Вдали от рая (режиссёр Тодд Хейнс)